# 18 de febrero
El 18 de febrero es el 49.º (cuadragésimo noveno) día del año en el calendario gregoriano. Quedan 316 días para finalizar el año y 317 en los años bisiestos.

## Acontecimientos
- 3102 a. C.: según el astrónomo indio Varaja Mijira (505-587 d. C.), comienza la cuarta era (kali yuga), que durará 432 000 años.
- 750: la dinastía abasí se hace con el control del islam tras asesinar a casi todos los miembros de la dinastía omeya.
- 1229: en Palestina, durante la Sexta Cruzada, Federico II, emperador del Sacro Imperio Romano Germánico, firma una tregua de diez años con al-Kamil, recuperando Jerusalén, Nazaret y Belén sin ninguna lucha ni apoyo del papado.
- 1332: Amda Seyon I, emperador de Etiopía, comienza sus campañas en las provincias musulmanas del sur.
- 1478: en la Torre de Londres es ejecutado en privado Jorge, duque de Clarence, procesado por traición contra su hermano mayor Eduardo IV de Inglaterra.
- 1519: en La Habana (Cuba), Hernán Cortés ―con una flota de once naves y un millar de hombres― emprende su gran expedición para conquistar México.
- 1637: en la costa de Cornualles, Inglaterra, una flota española intercepta un importante convoy de comerciantes anglo-neerlandeses de 44 buques escoltados por seis buques de guerra, que destruyen o capturan 20 de ellos, en la batalla de Lizard Point.
- 1685: en Estados Unidos, los franceses establecen el fuerte Saint Louis en la bahía de Matagorda, lo que más adelante fue la base del reclamo de Francia sobre el territorio de Texas.
- 1701: Felipe de Anjou llega a Madrid y tiene una gran acogida por parte del pueblo, que quiere coronarle rey de España.
- 1781: durante la cuarta guerra anglo-neerlandesa, el capitán Thomas Shirley abre su expedición contra los puestos coloniales neerlandeses en la Costa de Oro de África (actual Ghana).
- 1797: la isla española de Trinidad (actual Trinidad y Tobago), frente a las costas de Venezuela, se rinde ante una flota británica comandada por sir Ralph Abercromby durante la Invasión de Trinidad.
- 1800: cerca de Malta, la escuadra británica de Horatio Nelson derrota a la francesa en la Batalla del Convoy de Malta.
- 1806: en París se acuerda la construcción del Arco de Triunfo, en memoria del Ejército napoleónico.
- 1812: en Argentina, el Primer Triunvirato decretó el uso de la escarapela como insignia patria. Este símbolo nacional argentino es de color blanco y azul celeste.[1]
- 1814: en Francia tiene lugar la batalla de Montereau.
- 1819: en una «herradura» del río Tercero, cerca de la localidad argentina de Marcos Juárez (provincia de Córdoba) las fuerzas unitarias al mando del coronel Juan Bautista Bustos libran la batalla de La Herradura, contra las fuerzas federales de Estanislao López.
- 1841: en Estados Unidos tienen lugar las primeras maniobras dilatorias en el senado nacional (hasta el 11 de marzo de ese año).
- 1841: en San Salvador, ciudad capital de El Salvador, la Asamblea Constituyente aprueba la primera Constitución de El Salvador como Estado soberano e independiente de la República Federal de Centroamérica.
- 1861: en Italia, con la unificación casi completa, Víctor Manuel II (de Piamonte-Cerdeña) asume el título de rey de Italia.
- 1861: en Montgomery (Alabama), Jefferson Davis es nombrado presidente provisional de los Estados Confederados de América.
- 1878: en Nuevo México (Estados Unidos) comienza la Guerra del condado de Lincoln.
- 1880: en España, el gobierno publica la ley que dispone la abolición de la esclavitud en Cuba.
- 1881: en Washington D. C., Estados Unidos, el médico cubano Carlos Juan Finlay (1833-1915) hace público su descubrimiento del modo de transmisión de la Fiebre Amarilla por el mosquito Aedes aegypti.
- 1885: en los Estados Unidos, Mark Twain publica Las aventuras de Huckleberry Finn.
- 1900: en Berlín se constituye el Comité para la Investigación del Cáncer, bajo la presidencia del internista berlinés Ernst von Leyden.
- 1900: durante la segunda guerra bóer, las fuerzas imperiales sufren la peor pérdida de vidas en un solo día en el Domingo Sangriento, el primer día de la batalla de Paardeberg.
- 1902: en Montecarlo se estrena la ópera de Jules Massenet El juglar de Notre-Dame.
- 1906: un globo tripulado por tres hombres y una mujer realiza el viaje Madrid-Illescas (Toledo) en tres horas y cuarto.
- 1908: el Congreso español aprueba la creación del Instituto Nacional de Previsión.
- 1908: en los Estados Unidos, el Gobierno prohíbe la inmigración de trabajadores japoneses.
- 1908: en Alemania, Bernhard Dernburg (primer secretario de Estado en la oficina colonial del Reich), pide en el Reichstag una mejor atención médica para la población de las colonias.
- 1911: en Prayagraj (India) tiene lugar el primer vuelo oficial con correo aéreo, cuando Henri Pequet, un piloto de 23 años, entrega 6500 cartas en la ciudad de Naini (a 10 km de distancia).
- 1913: en Francia, Raymond Poincaré es nombrado presidente.
- 1913: en Francia se reclama la prolongación del servicio militar, para hacer frente al rearme alemán.
- 1913: en México, Félix Díaz y Victoriano Huerta firman el Pacto de La Ciudadela con el cual se desconoce el gobierno de Francisco I. Madero.
- 1917: el mando supremo del ejército alemán reanuda la ofensiva contra Rusia.
- 1921: las tropas británicas ocupan Dublín para intentar sofocar las protestas nacionalistas por la división de la isla en dos territorios autónomos bajo autoridad británica.
- 1926: un tratado anglo-persa prolonga por 25 años el mandato británico sobre Irán.
- 1927: Juan Campisteguy es proclamado presidente de la república de Uruguay.
- 1929: en los Estados Unidos se anuncian los primeros Premios de la Academia.
- 1929: Trotski solicita asilo político en Francia y Alemania, al caducar su permiso de estancia en Turquía el 1 de mayo.
- 1930: Clyde Tombaugh descubre Plutón (estudiando fotografías tomadas en enero). Véase Día Internacional de Plutón.[2]
- 1930: en Milán se estrena la comedia Come tu mi vuoi (Como tú me quieres), de Luigi Pirandello.
- 1931: en España el almirante Aznar forma nuevo Gobierno por encargo del rey Alfonso XIII.
- 1932: en Japón, el emperador declara Manzhouguo (nombre chino obsoleto correspondiente a Manchuria) independiente de China.
- 1934: en Noruega se promulga una ley por la que las mujeres tendrán acceso a todos los cargos oficiales del Estado y la Iglesia.
- 1935: Italia comunica el embarque de tropas hacia Somalia.
- 1938: en los Estados Unidos se promulga la segunda Ley de Ajuste de la Agricultura.
- 1943: en Alemania, los fuerzas de seguridad nazis arrestan a los miembros del movimiento Rosa Blanca.
- 1943: en Alemania, Joseph Goebbels pronuncia el discurso de Sportpalast.
- 1943: en Járkov los nazis realizan una contraofensiva.
- 1948: en Irlanda, Éamon de Valera renuncia como taoiseach.
- 1953: en los Estados Unidos, Lucille Ball y Desi Arnaz firman un contrato de 8 millones de dólares para continuar la serie de televisión Yo amo a Lucy durante 1955.
- 1954: en los Estados Unidos, la actuación del Comité de Actividades Antiestadounidenses, presidido por el senador McCarthy, produce enfrentamientos con el ejército.
- 1955: en la isla Decepción (Antártida) se establece la cuarta base chilena.
- 1957: en Budapest se inician los primeros procesos contra los implicados en la rebelión contra la URSS.
- 1959: Dwight D. Eisenhower llega a México para entrevistarse con el presidente Adolfo López Mateos.
- 1960: en Uruguay, se firma del Tratado de Montevideo, que crea la Asociación Latinoamericana de Libre Comercio.
- 1961: en Barcelona (España) la censura franquista permite estrenar El séptimo sello (rodada en 1956), el primer filme del cineasta sueco Ingmar Bergman.
- 1963: Julio Cortázar publica Rayuela.
- 1964: el Gobierno de Estados Unidos exige explicaciones al Gobierno español sobre las relaciones que España mantiene con Cuba.
- 1965: Gambia se independiza del imperio británico.
- 1968: en Grenoble (Francia) el esquiador francés Jean-Claude Killy se adjudica tres medallas de oro en los Juegos Olímpicos.
- 1970: el Tribunal Supremo de España anula el expediente de suspensión del periódico El Alcázar.
- 1972: en California (Estados Unidos), el gobierno invalida la pena de muerte y conmuta las sentencias de todos los condenados a muerte por cadena perpetua.
- 1974: en Reino Unido, la banda Kiss lanza su primer álbum.
- 1975: en Italia, el Tribunal Constitucional admite el aborto terapéutico.
- 1975: En Angola, dos turistas llamados Karl Zhoen y Resy Cohen filman la muerte de un naturalista que es devorado por una manada de leones.
- 1977: en los Estados Unidos, el transbordador espacial de prueba Enterprise realiza su vuelo de bautismo montado sobre un avión Boeing 747.
- 1977: en el aeropuerto militar de Buenos Aires (Argentina) el dictador Jorge Rafael Videla sale ileso de un atentado, al estallar una bomba junto a su avión en el momento en que despegaba: la Operación Gaviota.
- 1978: en Tabriz, el ejército iraní interviene contra un grupo de manifestantes.
- 1979: en el desierto del Sahara se registra la primera nevada conocida.
- 1979: en Berlín se inaugura el Festival Cinematográfico con la película María Braun, de Rainer Werner Fassbinder.
- 1980: en Canadá, Pierre Trudeau, del Partido Liberal de Canadá, resulta vencedor en las elecciones parlamentarias.
- 1980: en Madrid empieza el juicio por el atentado al despacho laborista de la calle de Atocha.
- 1981: Leopoldo Calvo-Sotelo propone la integración de España en la OTAN.
- 1982: en España comienza el juicio contra los implicados en el golpe de Estado del 23-F.
- 1982: en Irlanda, el partido Fianna Fáil se convierte en la primera fuerza política de la Asamblea, al obtener 81 de los 166 escaños.
- 1983: en Seattle (Washington) mueren trece personas y una es gravemente herida en la masacre de Wah Mee considerada el asesinato en masa provocado por un robo más grande de la historia del país.
- 1983: en Venezuela se produce el famoso «Viernes Negro», caracterizado por una devaluación de la moneda (el bolívar) el cual pasó de costar 0,23 a 0,06 dólares.
- 1983: en España, la dimisión de Landelino Lavilla como presidente de la Unión de Centro Democrático hace presagiar el fin de este partido.
- 1984: en España, la casi totalidad de los españoles se declara católico, aunque solo el 35,2% es practicante, según fuentes estadísticas.
- 1985: en Reino Unido, el legendario logo "mirror globe", usado por primera vez en 1969, se ve por última vez en una rotación regular de la BBC1.
- 1986: tropas israelíes ocupan de nuevo Líbano para liberar a dos rehenes.
- 1986: en Alexandra, barrio negro de Johannesburgo (Sudáfrica), los disturbios raciales dejan un saldo de 19 personas muertas.
- 1986: en la Unión Europea se firma el Acta Única.
- 1988: el Politburó soviético destituye a Borís Yeltsin en la pugna sostenida por la implantación de la Perestroika.
- 1989: en Marrakech (Marruecos) se crea la Unión del Magreb Árabe (UMA), acuerdo entre los jefes de Estado de Marruecos, Libia, Argelia, Túnez y Mauritania.
- 1989: en Italia, Arnaldo Forlani sustituye a Ciriaco De Mita en la secretaría general de la Democracia Cristiana.
- 1990: En la gala de los Premios Brit de ese año Freddie Mercury hace su última aparición pública quien posteriormente fallecería al año siguiente a causa del sida.
- 1991: en las estaciones de Paddington y Victoria, en Londres (RU), el IRA hace estallar bombas en la madrugada.
- 1992: en Sevilla (España), un incendio accidental devasta el pabellón de los Descubrimientos, buque insignia de la Expo-92.
- 1994: en Berlín (Alemania), Sophia Loren recibe un Oso de Oro especial del Festival Internacional de Cine, como reconocimiento a su carrera cinematográfica.
- 1995: en San Francisco (California) se inaugura el Museo de Arte Moderno, diseñado por el arquitecto Mario Botta.
- 1998: en Nevada (Estados Unidos), la policía arresta a dos racistas blancos, acusados de un complot para usar armas biológicas en el metro de Nueva York.
- 1998: la ciudad gallega de Santiago de Compostela (España) es galardonada con el Premio Europeo de Urbanismo, instituido por la Comisión Europea.
- 1999: dimiten tres ministros griegos tras la detención del líder kurdo Abdullah Öcalan, que había permanecido en territorio griego durante dieciséis días.
- 2000: en Croacia, Stjepan Mesić se convierte en presidente.
- 2000: en Irán, las elecciones parlamentarias dan la mayoría a los aperturistas partidarios del presidente Muhammad Jatami.
- 2000: se inaugura el congreso anual de la Asociación Estadounidense para el Avance de la Ciencia (AAAS) bajo el lema «La ciencia en un milenio incierto».
- 2001: en los Estados Unidos, Dale Earnhardt muere en la última vuelta de las 500 millas de Daytona.
- 2001: en Berlín Intimidad, la producción francesa del cineasta Patrice Chérau consigue el Oso de Oro de la LI edición del Festival de Cine.
- 2001: en los Estados Unidos, el agente del FBI Robert Hanssen es arrestado por espiar para la Unión Soviética. Será sentenciado a prisión perpetua.
- 2002: en Europa, comienza a cotizar en bolsa el grupo europeo Arcelor, uno de los más importantes grupos siderúrgicos del mundo.
- 2003: en Corea del Sur, cerca de 200 personas mueren en el incendio del metro de Daegu.
- 2003: en Murueta (Vizcaya), la Ertzaintza desactiva una bomba con siete kilos de dinamita.
- 2003: en Perú, Vladimiro Montesinos (exjefe del Servicio de Inteligencia Nacional) se sienta en el banquillo para responder por un delito de tráfico de influencias.
- 2003: en Bolivia, el Consejo de Ministros presenta su renuncia colectiva al presidente Gonzalo Sánchez de Lozada.
- 2003: el cometa C/2002 V1 (NEAT) llega a su perihelio.
- 2004: cerca de Neyshabur (Irán), más de 295 personas, incluyendo cerca de 200 rescatistas, mueren cuando se incendia y explota un tren que carga azufre, petróleo y fertilizantes.
- 2004: en Berlín, Gerhard Schröder, Jacques Chirac y Tony Blair, reunidos en la cumbre, proponen la creación de un vicepresidente económico europeo.
- 2004: en Rusia, un misil nuclear se autodestruye durante unas maniobras.
- 2004: India y Pakistán pactan una agenda de negociaciones para solucionar el conflicto de Cachemira.
- 2005: en Reino Unido se prohíbe por ley la caza del zorro, de la liebre y otros deportes que matan mamíferos salvajes.
- 2005: la revista Science presenta el primer mapa de las insignificantes diferencias genéticas existentes entre los seres humanos.
- 2006: en la playa carioca de Copacabana (Río de Janeiro, Brasil), más de dos millones de personas se reúnen para ver un concierto gratuito del grupo de rock Rolling Stones.
- 2006: en la República Democrática del Congo, empieza a regir la nueva constitución, contemplada dentro de los acuerdos de paz de Lusaka.
- 2006: en los Territorios Palestinos se constituye el nuevo parlamento, controlado por Hamás.
- 2007: en Andalucía (España) un referéndum ratifica el Estatuto de Autonomía de Andalucía.
- 2007: inicio de la conmemoración como Día Internacional del Síndrome de Asperger (en honor al nacimiento de Hans Asperger).
- 2010: en Níger sucede un golpe de Estado.
- 2012: en Tegucigalpa (Honduras) sucede un incendio en los mercados de Comayagüela.
- 2013: en Caracas (Venezuela), el presidente Hugo Chávez, retorna al país después de estar dos meses y siete días en Cuba, recuperándose de una operación por el cáncer que lo afectaba.
- 2017: en la provincia de Mendoza (Argentina) vuelca un ómnibus que viajaba de la ciudad de Mendoza a Santiago de Chile, causando 19 muertos y 22 personas heridas.
- 2021: el Rover Perseverance aterriza en el planeta Marte.
- 2022: en la Provincia de Corrientes (Argentina), el gobernador Gustavo Valdés declara a la provincia como "Zona de Catástrofe Ecológica y Ambiental" en marco de los incendios forestales sin precedentes que quemaron más del 10% de la superficie provincial.[3]

## Nacimientos
- 259 a. C.: Qin Shi Huang, fundador y primer emperador de la Dinastía Qin (f. 210 a. C.).
- 1201: Nasir al-Din al-Tusi, matemático, químico, astrónomo, teólogo y médico persa (f. 1274).
- 1374: Eduviges I, reina polaca y santa católica (f. 1399).

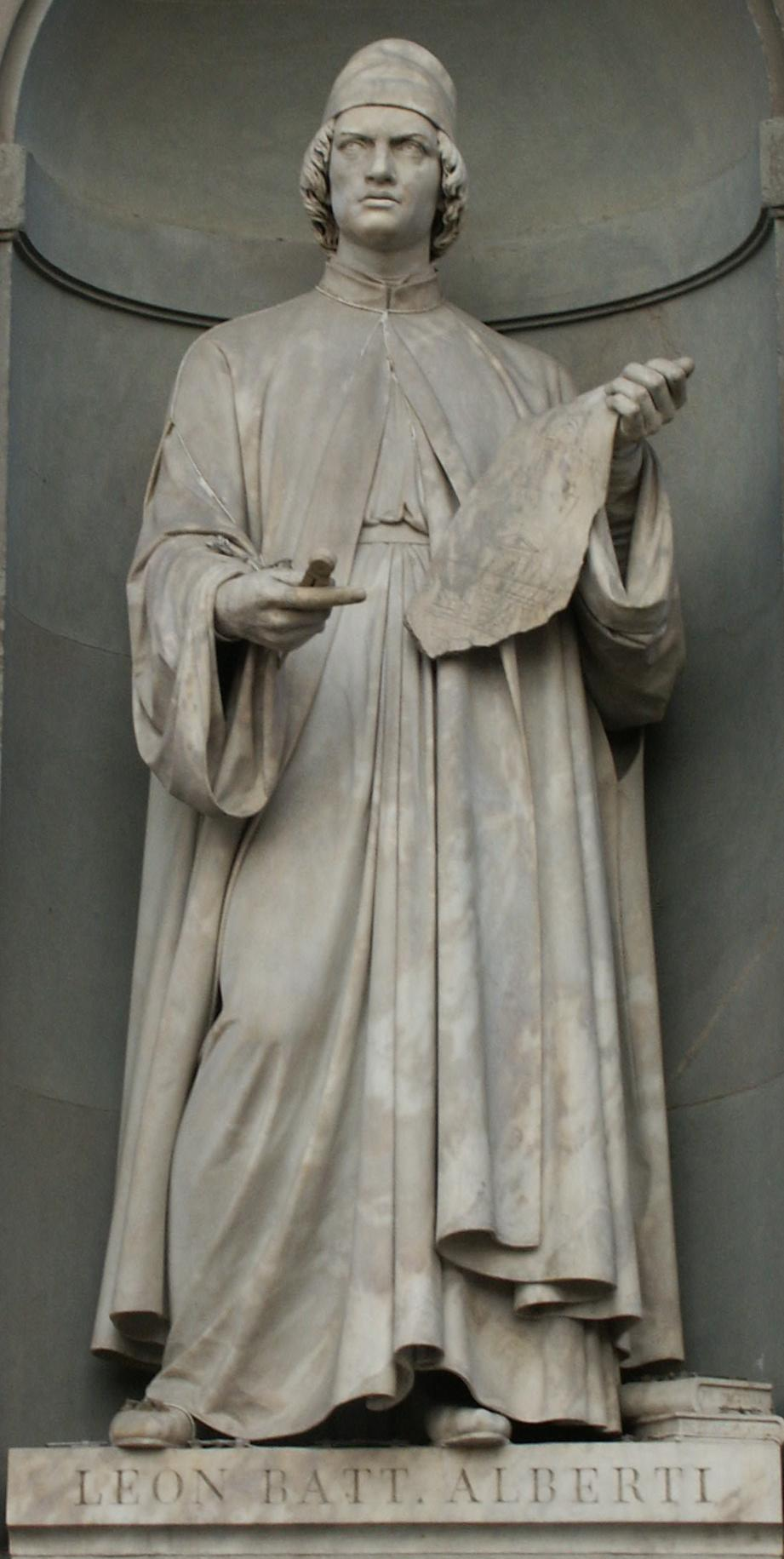
Leon Battista Alberti.

- 1404: Leon Battista Alberti, arquitecto, matemático, humanista y poeta italiano (f. 1472).
- 1486: Chaitania, santón hinduista fundador del krisnaísmo bengalí (f. 1533).

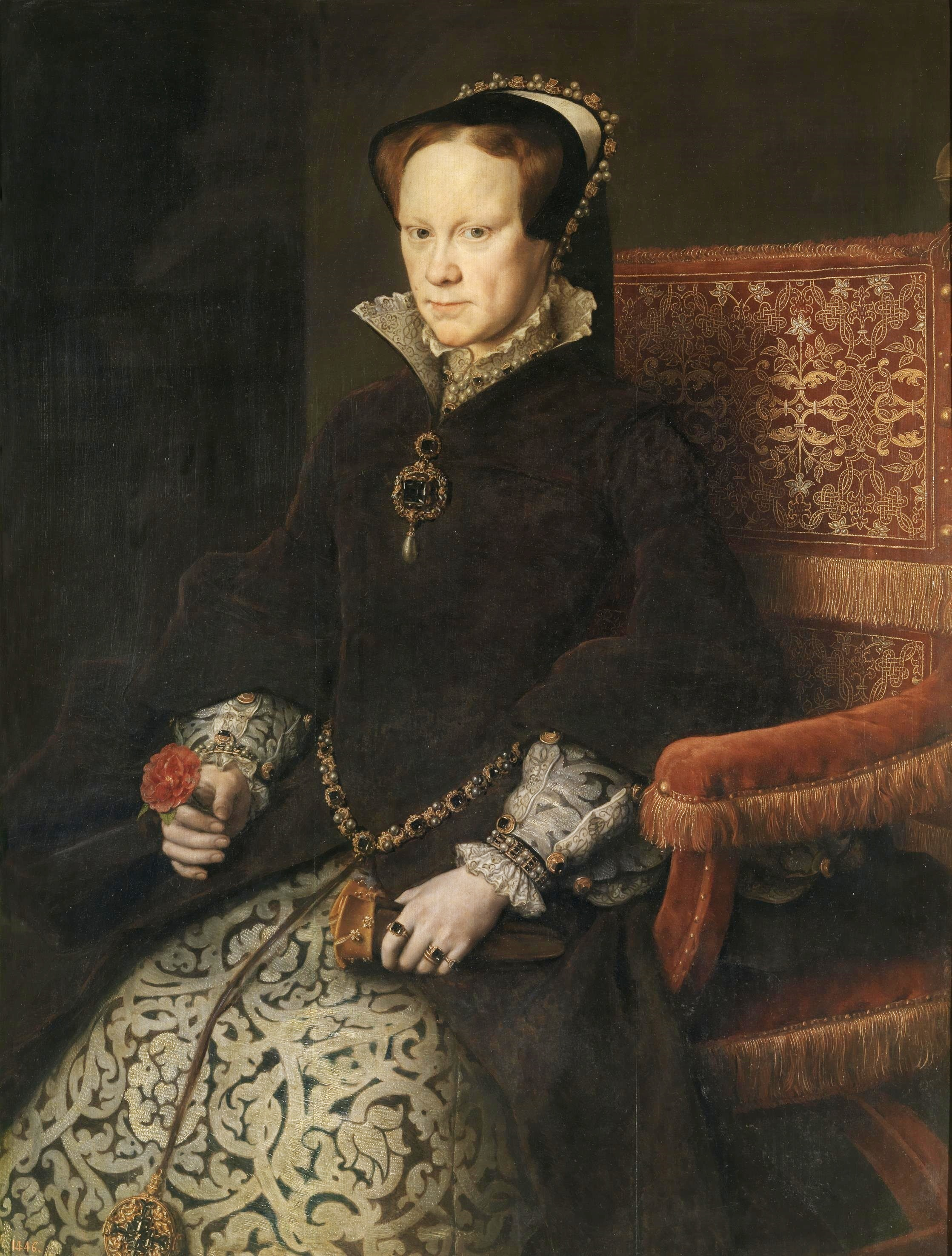
María Tudor.

- 1516: María Tudor, reina británica (f. 1558).
- 1530: Uesugi Kenshin, samurái y caudillo japonés (f. 1578).
- 1543: Carlos III de Lorena, aristócrata francés (f. 1608).
- 1559: Isaac Casaubon, erudito clásico francés (f. 1614).
- 1609: Edward Hyde, historiador británico (f. 1674).
- 1626: Francesco Redi, médico y poeta italiano, (f. 1697)
- 1632: Giovanni Battista Vitali, compositor y violista italiano (f. 1692).
- 1642: Marie Desmares, actriz francesa (f. 1698).
- 1703: Corrado Giaquinto, pintor italiano (f. 1765).
- 1734: Jean-Marie Roland de la Platière, político francés (f. 1793).
- 1735: Bernardo de Iriarte, político español (f. 1814).

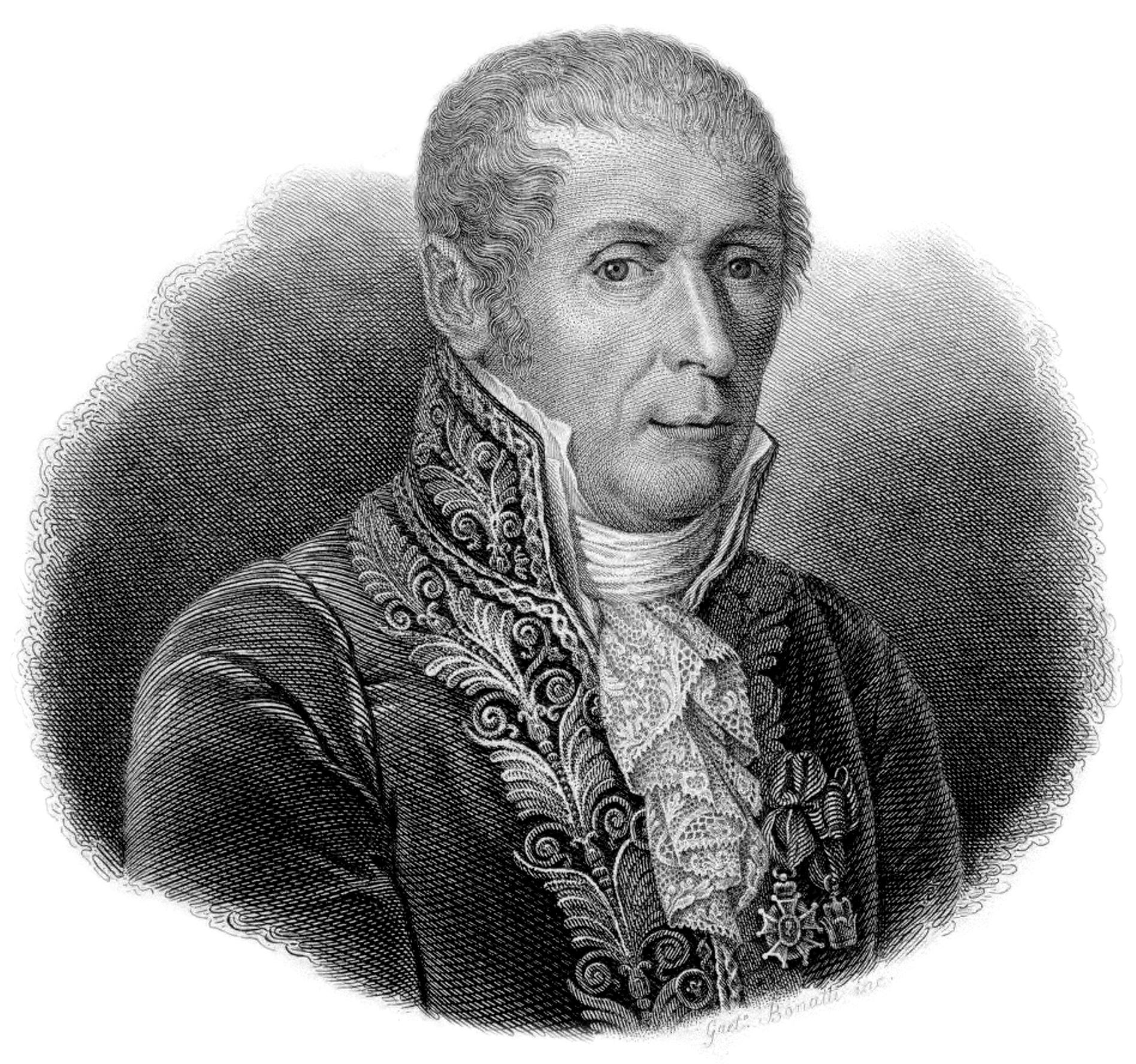
Alessandro Volta.

- 1745: Alessandro Volta, físico italiano (f. 1827).
- 1759: Bernardino Freire, general portugués (f. 1809).
- 1789: Manuel Mier y Terán, militar mexicano (f. 1832).
- 1795: George Peabody, escritor anglo-estadounidense, padre de la filantropía moderna (f. 1869).
- 1798: José Hilario López, militar y político colombiano (f. 1869).
- 1800: Dalmacio Vélez Sarsfield, abogado y político argentino (f. 1875).
- 1812: Francisco Chacón y Orta, militar español (f. 1893).
- 1814: Juan Antonio de la Fuente, abogado, político y diplomático mexicano (f. 1867).
- 1818: Pedro Figueredo, poeta, músico y revolucionario cubano (f. 1870).
- 1836: Ramakrisna, místico bengalí (f. 1886).
- 1838: Ernst Mach, físico austríaco (f. 1916).
- 1839: Pascual Cervera y Topete, almirante español (f. 1909).
- 1844: Saitō Hajime, samurái japonés (f. 1915).
- 1848: Louis Comfort Tiffany, artista estadounidense (f. 1933).
- 1849: Alexander Kielland, escritor noruego (f. 1906).
- 1850: George Henschel, compositor y barítono alemán (f. 1934).
- 1859: Sholom Aleichem, humorista ruso (f. 1916).
- 1860: Anders Zorn, pintor sueco (f. 1920).
- 1862: Charles M. Schwab, magnate estadounidense (f. 1939).
- 1871: Harry Brearley, inventor británico (f. 1948).
- 1875: Walter Andrae, arqueólogo alemán (f. 1956).
- 1879: Mariano Cuevas, sacerdote jesuita, escritor e historiador mexicano (f. 1949).
- 1880: Pedro Chutró, cirujano argentino (f. 1937).
- 1882: Petre Dumitrescu, militar rumano (f. 1950).
- 1883: Nikos Kazantzakis, escritor griego (f. 1957).
- 1890: Edward Arnold, actor estadounidense (f. 1956).
- 1890: Enrique Estrada Reynoso, general y político mexicano (f. 1942).
- 1890: Adolphe Menjou, actor estadounidense (f. 1963).
- 1894: Rafael Sánchez Mazas, periodista, escritor y político español (f. 1966).
- 1895: Amalia Celia Figueredo Pietra, primera aviadora argentina y sudamericana.
- 1895: Semión Timoshenko, militar soviético (f. 1970).

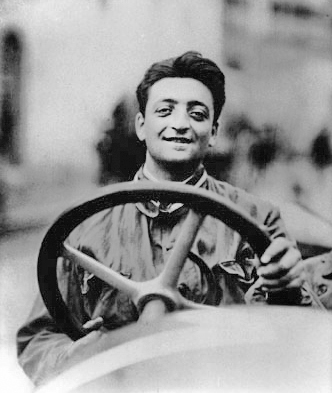
Enzo Ferrari

- Enzo Ferrari1897: Pável Belov, militar soviético (f. 1963).
- 1898: Enzo Ferrari, empresario automovilístico italiano (f. 1988).
- 1898: Luis Muñoz Marín, escritor y político puertorriqueño, gobernador de Puerto Rico entre 1949 y 1965 (f. 1980).
- 1903: Nikolái Podgorni, presidente soviético (f. 1983).
- 1906: Hans Asperger, pediatra y psiquiatra austríaco (f. 1980).
- 1908: Angelo Rossitto, actor estadounidense (f. 1991).
- 1909: Félix Pita Rodríguez, escritor y periodista cubano (f. 1990).
- 1909: Wallace Stegner, escritor estadounidense (f. 1993).
- 1911: Julián Grimau, político español (f. 1963).
- 1915: Marcel Landowski. compositor y director de orquesta francés (f.1999).
- 1916: Jean Drapeau, político canadiense (f. 1999).
- 1917: José Curbelo, pianista y mánager cubano (f. 2012).
- 1918: José Antonio Casanova, beisbolista y entrenador venezolano (f. 1999).
- 1918: Jane Loevinger, psicólogo estadounidense (f. 2008).
- 1918: Mariano Mores (Mariano Martínez), pianista, director de orquesta y compositor tanguero argentino (f. 2016).

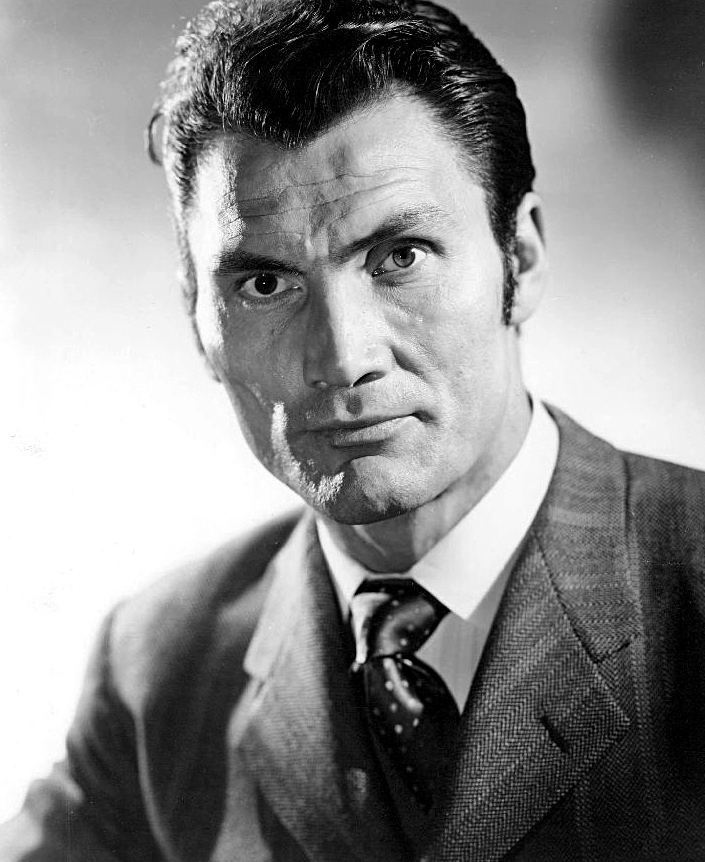
Jack Palance.

- 1919: Jack Palance, actor estadounidense (f. 2006).
- 1920: Bill Cullen, personalidad estadounidense (f. 1990).
- 1920: Eric Gairy, político grenadí (f. 1997).
- 1922: Helen Gurley Brown, editora estadounidense (f. 2012).
- 1923: Allan Melvin, actor estadounidense (f. 2008).
- 1923: María Teresa Rodríguez, pianista mexicana (f. 2013).
- 1924: Humberto Fernández Morán, científico venezolano, inventor del bisturí de diamante (f. 1999).
- 1924: Lêdo Ivo, periodista, poeta, escritor y ensayista brasilero (f. 2012).
- 1925: George Kennedy, actor estadounidense (f. 2016).
- 1926: Rita Gorr, mezzosoprano belga (f. 2012).
- 1927: Osvaldo Bayer, historiador, escritor y periodista argentino (f. 2018).
- 1928: Esperanza Parada Pedrosa, pintora española (f. 2011).
- 1929: Luis Ruiz de Gopegui, físico y escritor español (f. 2019).
- 1931: Salustiano del Campo, sociólogo español.
- 1931: Johnny Hart, dibujante estadounidense (f. 2007).

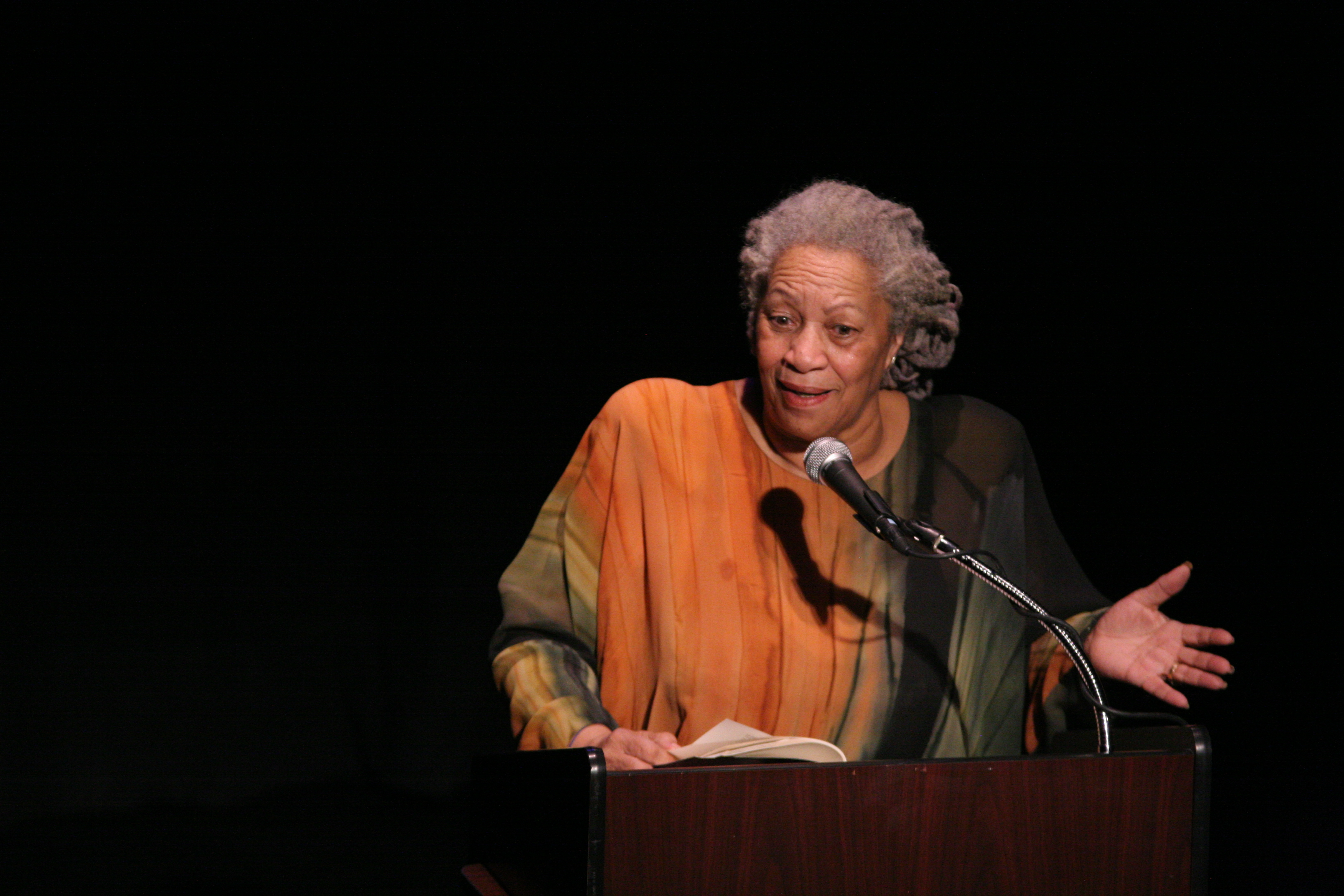
Toni Morrison.

- 1931: Toni Morrison, escritora estadounidense, Premio Nobel de Literatura 1993 (f. 2019).
- 1931: Laura Valenzuela, actriz, presentadora y modelo española (f. 2023).

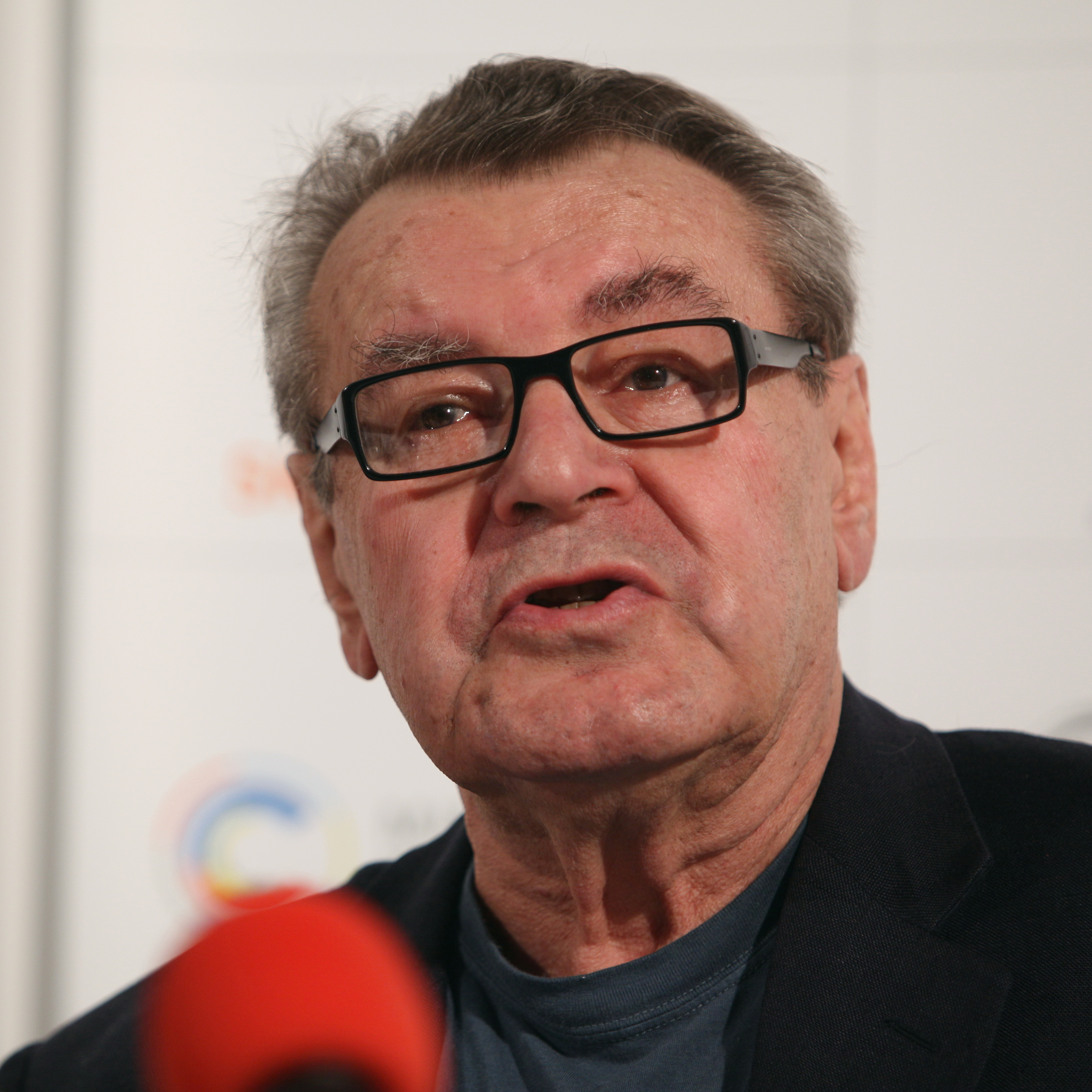
Milos Forman.

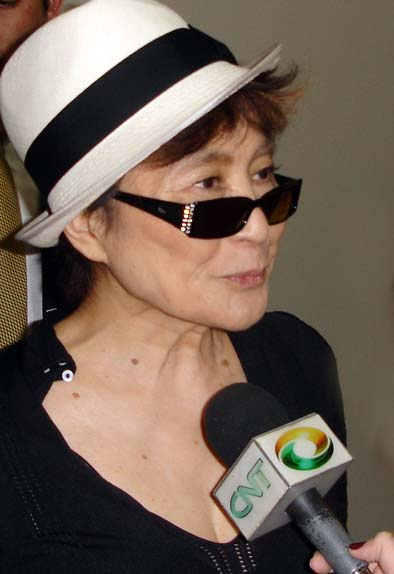
Yōko Ono.

- 1932: Miloš Forman, cineasta checo (f. 2018).
- 1932: Duane Michals, fotógrafo estadounidense.
- 1933: Yōko Ono, cantautora y artista japonesa, esposa de John Lennon.
- 1933: Bobby Robson, futbolista británico (f. 2009).
- 1933: Mary Ure, actriz escocesa (f. 1975).
- 1934: Aldo Ceccato, director de orquesta italiano.
- 1934: Audre Lorde, poeta y activista caribeña (f. 1992).
- 1934: Paco Rabanne, diseñador de modas y empresario español (f. 2023).
- 1935: Michel Aoun, primer ministro libanés.
- 1936: Jean Auel, escritora estadounidense.
- 1938: Manny Mota, beisbolista dominicano.
- 1938: István Szabó, director de cine húngaro.
- 1939: Ángeles Gulín, soprano española (f. 2002).
- 1939: Marek Janowski, director de orquesta polaco.
- 1940: Fabrizio De André, cantautor italiano (f. 1999).
- 1941: Pajarito Zaguri, guitarrista y cantautor argentino (f. 2013).
- 1945: Edir Macedo, empresario y religioso brasileño.
- 1945: Daniel Mora Zevallos, político peruano.
- 1946: Jean-Claude Dreyfus, actor francés.
- 1946: José Ginés Siu, gimnasta olímpico español.
- 1947: Cristina de los Países Bajos, miembro de la Familia real de los Países Bajos (f. 2019).
- 1947: José Luis Cuerda, cineasta español (f. 2020).
- 1947: Dennis DeYoung, músico estadounidense, de la banda Styx.
- 1947: Carlos Lopes, atleta portugués.
- 1947: Amaya Uranga, cantante española.
- 1948: Sinéad Cusack, actriz irlandesa.
- 1948: Geoff Thomas, futbolista británico (f. 2013).
- 1949: Gary Ridgway, asesino serial estadounidense.
- 1950: John Hughes, cineasta estadounidense (f. 2009).

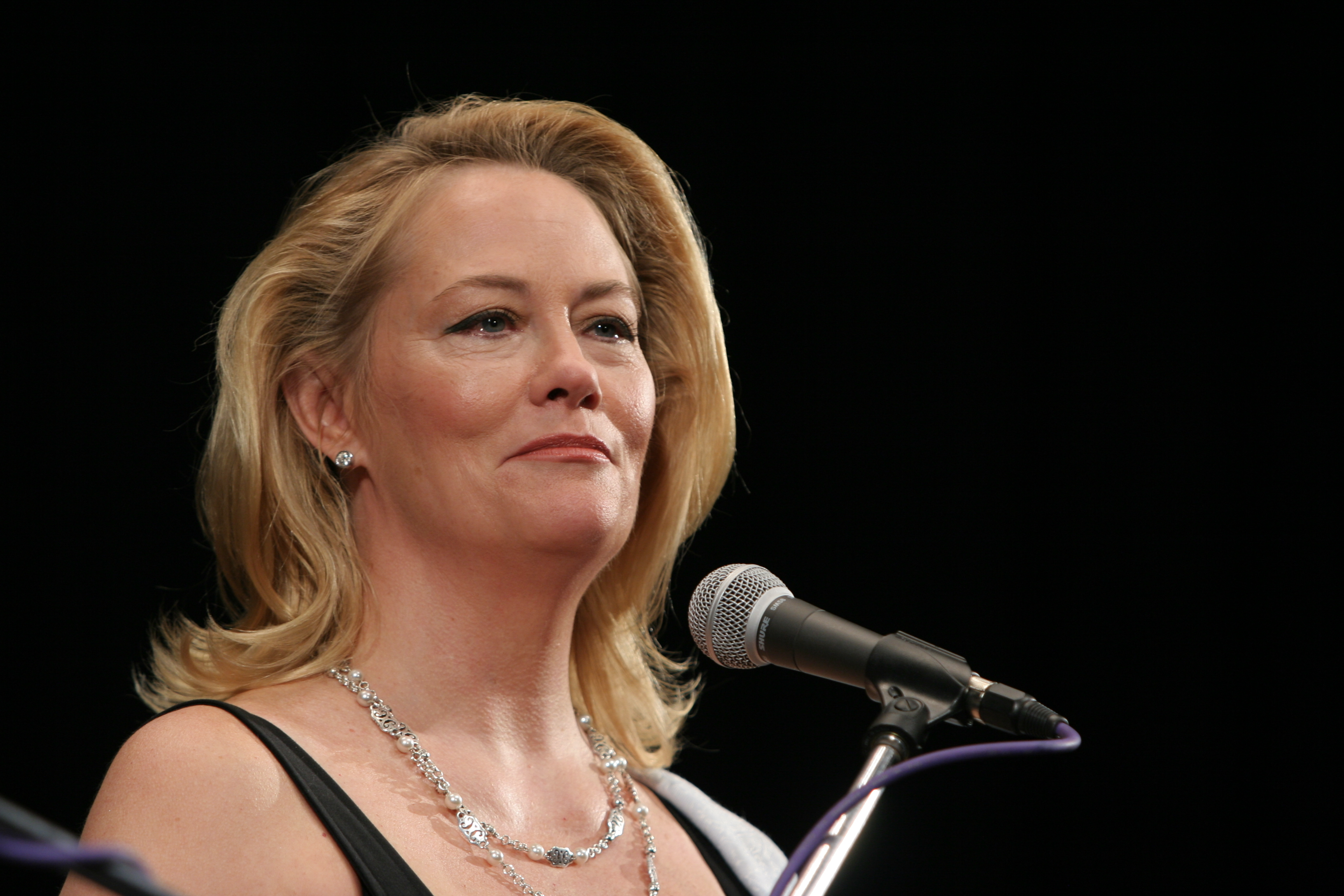
Cybill Shepherd.

- 1950: Cybill Shepherd, actriz estadounidense.
- 1951: Isabel Preysler, personalidad española de origen filipino.
- 1952: Randy Crawford, cantante estadounidense de rhythm & blues.
- 1952: Maurice Lucas, baloncestista estadounidense (f. 2010).
- 1952: Pedro Morales Mansilla, ingeniero químico y político peruano.
- 1952: Juice Newton, cantante estadounidense.
- 1952: Rofilio Neyra Huamaní, empresario, dirigente deportivo y político peruano.

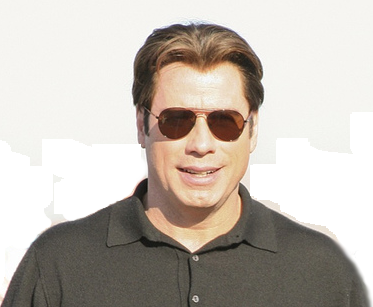
John Travolta.

- 1954: John Travolta, actor estadounidense.
- 1956: Ted Gärdestad, cantante sueco (f. 1997).
- 1956: Bidzina Ivanishvili, político georgiano, primer ministro de Georgia entre 2012 y 2013.
- 1956: Carlos Rovira, político argentino, Gobernador de la provincia de Misiones entre 1999 y 2007.
- 1957: Marita Koch, atleta alemana.

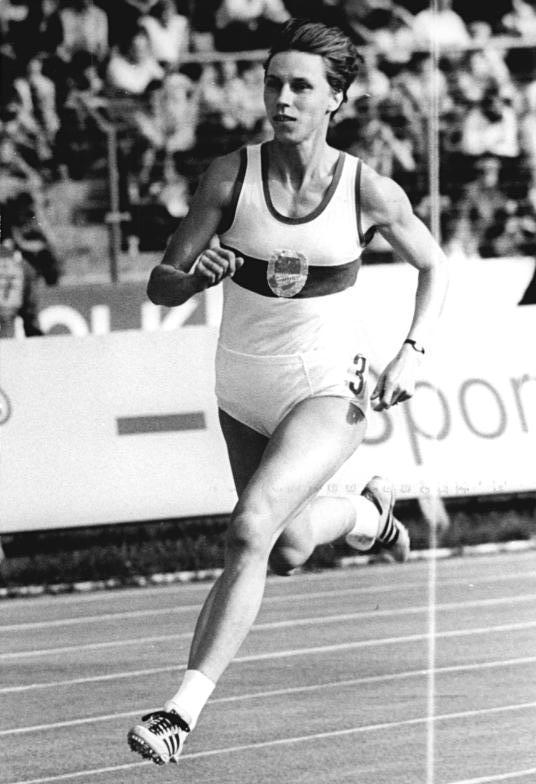
Marita Koch.

- 1957: Christiane Torloni, actriz brasileña.
- 1957: Vanna White, presentadora de televisión estadounidense.
- 1958: Giovanni Lavaggi, piloto italiano de Fórmula 1.
- 1958: Gar Samuelson, baterista estadounidense de Megadeth (f. 1999).
- 1959: Jayne Atkinson, actriz estadounidense de origen británico.
- 1960: Greta Scacchi, actriz australiana.
- 1961: Juan Sheput, ingeniero industrial y político peruano.
- 1961: David Abdón Galeano Olivera, lingüista, antropólogo y educador paraguayo.
- 1962: Julie Strain, actriz estadounidense.
- 1964: Matt Dillon, actor estadounidense.
- 1965: Dr. Dre, productor discográfico y rapero estadounidense.

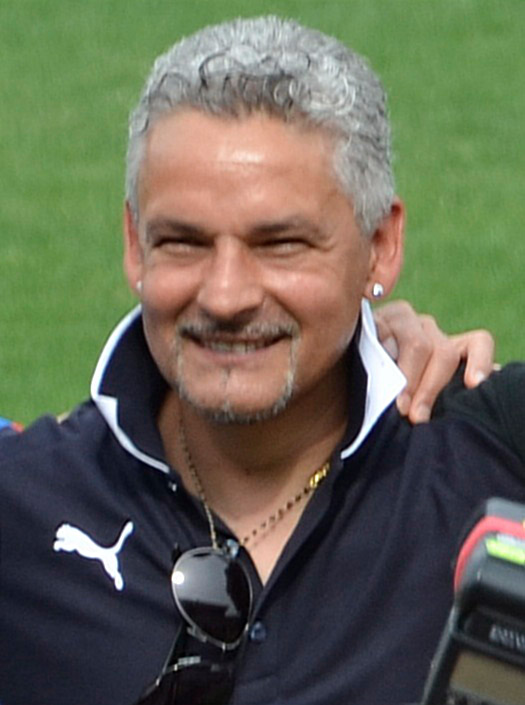
Roberto Baggio.

- 1967: Roberto Baggio, futbolista italiano.
- 1968: Lorena Astudillo, cantante y compositora argentina de folclor.
- 1968: Molly Ringwald, actriz estadounidense.
- 1969: Tomaž Humar, montañero esloveno (f. 2009).
- 1969: Anne Igartiburu, presentadora y actriz española.
- 1970: Susan Egan, actriz estadounidense.
- 1971: Ricardo Menéndez Salmón, escritor español.
- 1973: Martin Bojowald, físico alemán.
- 1973: Claude Makélélé, futbolista francés.
- 1973: María de los Ángeles Ortiz, atleta mexicana.
- 1973: Yolanda Moliné Rodríguez, baloncestista española.
- 1973: Melani Olivares, actriz española.
- 1973: Patrizia Spuri, atleta italiana.
- 1973: Štefan Tarkovič, futbolista y entrenador eslovaco.
- 1973: Tim Wright, remero australiano.
- 1973: Lolo García, actor hispano-estadounidense.
- 1974: Radek Černý, futbolista checo.
- 1974: Yevgeny Kafelnikov, tenista ruso.
- 1975: Serhiy Fedorov, futbolista ucraniano.
- 1975: Keith Gillespie, futbolista irlandés.
- 1975: Hristo Jivkov, actor búlgaro (f. 2023).
- 1975: Gary Neville, futbolista británico.
- 1976: Chanda Rubin, tenista estadounidense.
- 1977: László Nemes, cineasta húngaro.
- 1978: Lena Burke, cantante cubana.
- 1978: Laura Caballero, guionista y productora de televisión española.
- 1978: Josip Šimunić, futbolista croata.
- 1979: Jason Scotland, futbolista trinitense.
- 1979: Vega, cantante española.
- 1980: Regina Spektor, cantautora rusa.
- 1981: Andrei Kirilenko, baloncestista ruso.
- 1982: Juelz Santana, rapero dominicano.
- 1982: Christian Tiffert, futbolista alemán.
- 1983: Joel Huiqui, futbolista mexicano.
- 1983: Jermaine Jenas, futbolista británico.
- 1983: Jason Maxiell, baloncestista estadounidense.

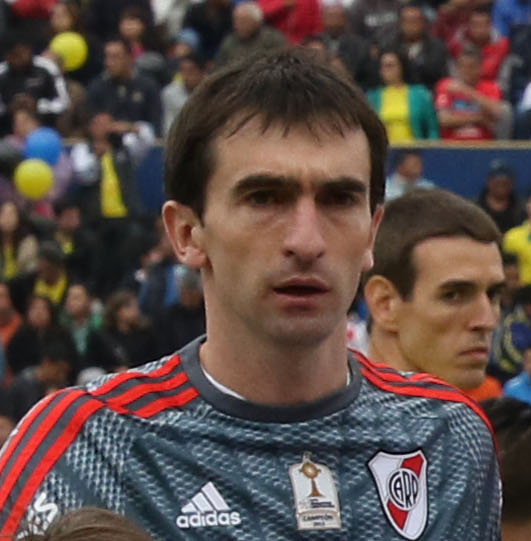
Marcelo Barovero

- 1984: Marcelo Barovero, futbolista argentino.
- 1984: Estefanía, aristócrata luxemburguesa.
- 1984: Makoto Hasebe, futbolista japonés.
- 1984: Carlos Kameni, futbolista camerunés.
- 1984: Juan Carlos Menseguez, futbolista argentino.
- 1984: Sölvi Ottesen, futbolista islandés.

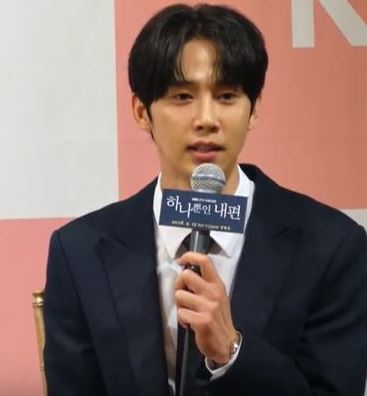
Park Sung-hoon

- 1985: Anton Ferdinand, futbolista británico.
- 1985: Song Jae Rim, actor y modelo surcoreano (f. 2024).
- 1985: Park Sung-hoon, actor surcoreano.
- 1985: Laia Costa, actriz española.
- 1986: Wanderson do Carmo Carneiro, futbolista brasileño.
- 1986: Marc Torrejón, futbolista español.
- 1986: Vika Jigulina, cantante rumana.
- 1987: Yamila Osorio, reina de belleza, abogada y política peruana.
- 1988: Lasso, actor y cantante venezolano.
- 1988: Maiara Walsh, actriz estadounidense.
- 1990: Gustavo Bou, futbolista argentino.
- 1990: Park Shin Hye, actriz surcoreana.
- 1990: Sungbong Choi, cantante surcoreano (f. 2023).
- 1991: Malese Jow, actriz y cantante estadounidense.
- 1991: Henry Surtees, piloto de automovilismo británico (f. 2009).
- 1992: Logan Miller, actor estadounidense.
- 1992: Patrick Malo, futbolista burkinés.
- 1993: Bernabé Barragán Maestre, futbolista español.

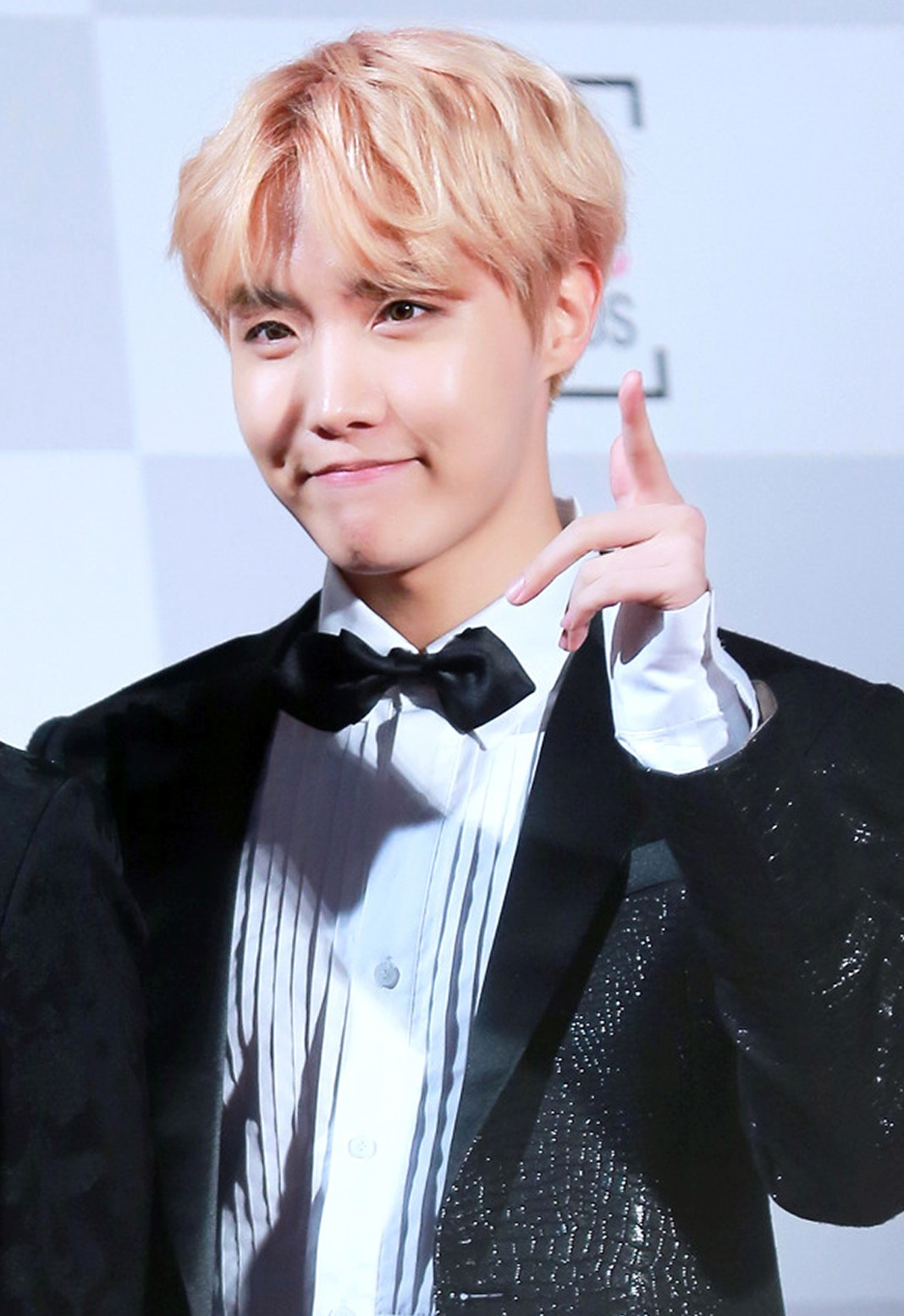
J-Hope

- 1994: Ana Guerra, cantante española.
- 1994: J-Hope, rapero, compositor, cantante, bailarín y productor surcoreano.
- 1995: Caroline Graham Hansen, futbolista noruega.
- 1995: Nathan Aké, futbolista neerlandés.
- 1996: Sergio Molina Beloqui, futbolista español.
- 1996: Carlos Parra Aranzo, futbolista español.
- 1997: Manuel Frigo, nadador italiano.
- 2000: Zakaria Aboukhlal, futbolista neerlandés-marroquí.
- 2000: Giacomo Raspadori, futbolista italiano.
- 2000: Giada Greggi, futbolista italiana.
- 2000: Giannis Michailidis, futbolista griego.
- 2000: Georgia O'Connor, boxeadora inglesa (f. 2025).
- 2002: Jana Fernández, futbolista española.
- 2002: Ramón Vila Rovira, futbolista español.
- 2002: Gonzalo Tapia, futbolista chileno.
- 2004: Kylie Rogers, actriz estadounidense.
- 2009: Julieta Pareja, tenista estadounidense.

## Fallecimientos
- 453: Pulqueria, santa romana (n. 399).
- 814: Angilberto de Centula, monje franco, confidente de Carlomagno (n.?).
- 901: Thabit Ibn Qurrá, astrónomo y matemático árabe (n. 826).
- 999: Gregorio V, papa italiano (n. c. 972).
- 1139: Yaropolk II, príncipe de Kiev (n. 1082).

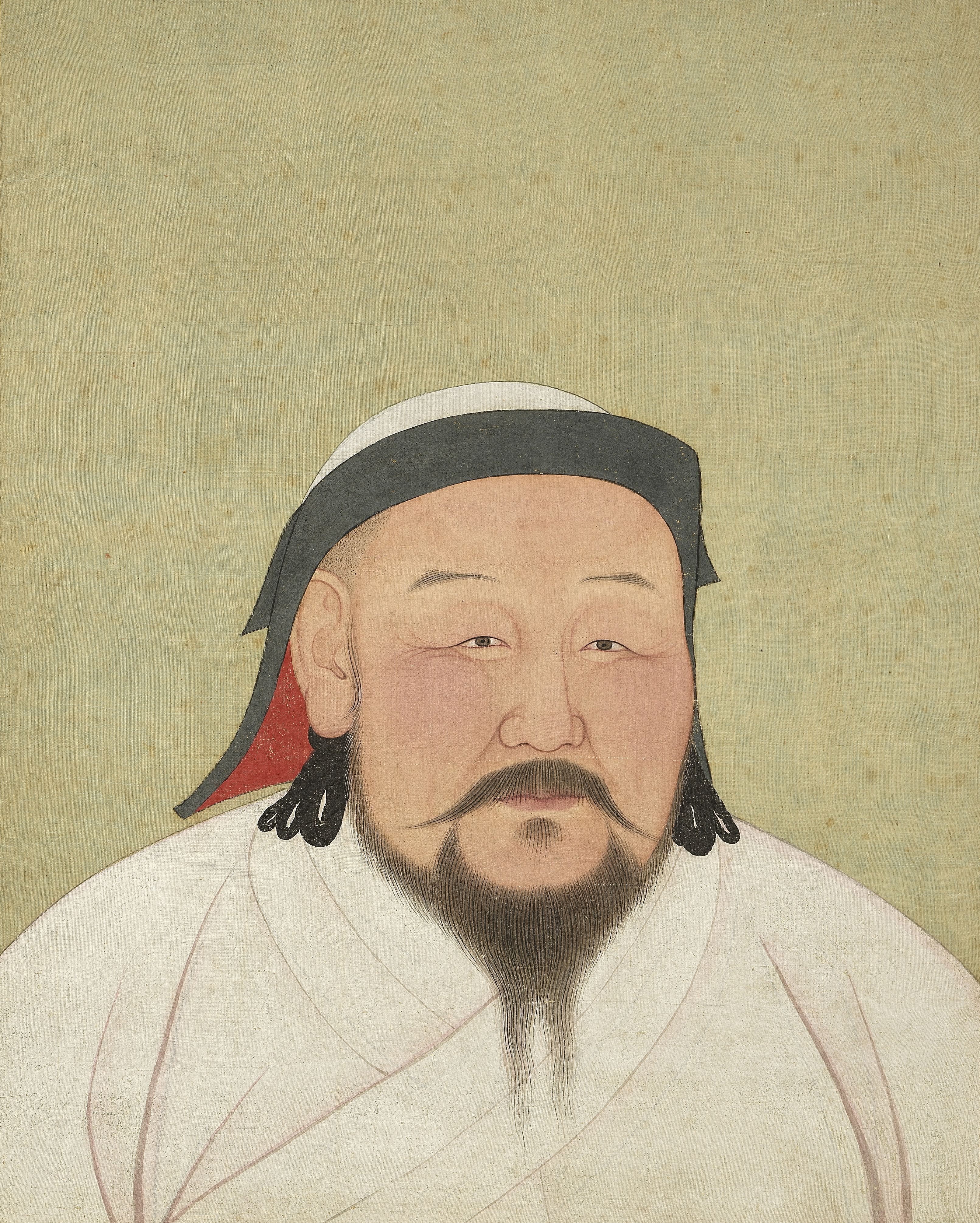
Kublai Kan.

- 1294: Kublai Kan, emperador mongol (n. 1215).
- 1455: Fra Angélico, pintor renacentista italiano (n. 1395).
- 1478: Jorge de Clarence, hermano de Eduardo IV y de Ricardo III de Inglaterra (n. 1449).
- 1535: Heinrich Cornelius Agrippa, astrólogo y alquimista alemán (n. 1486).

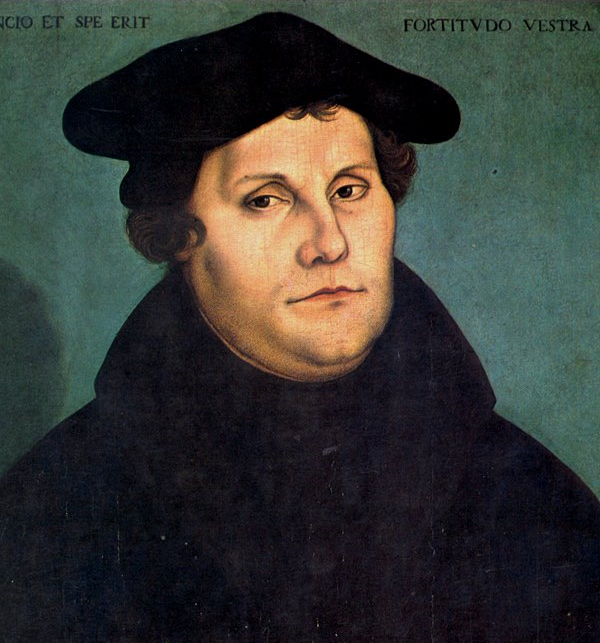
Martín Lutero.

- 1546: Martín Lutero, monje y teólogo alemán (n. 1483).
- 1563: Francisco I de Lorena, II duque de Guisa (n. 1519).

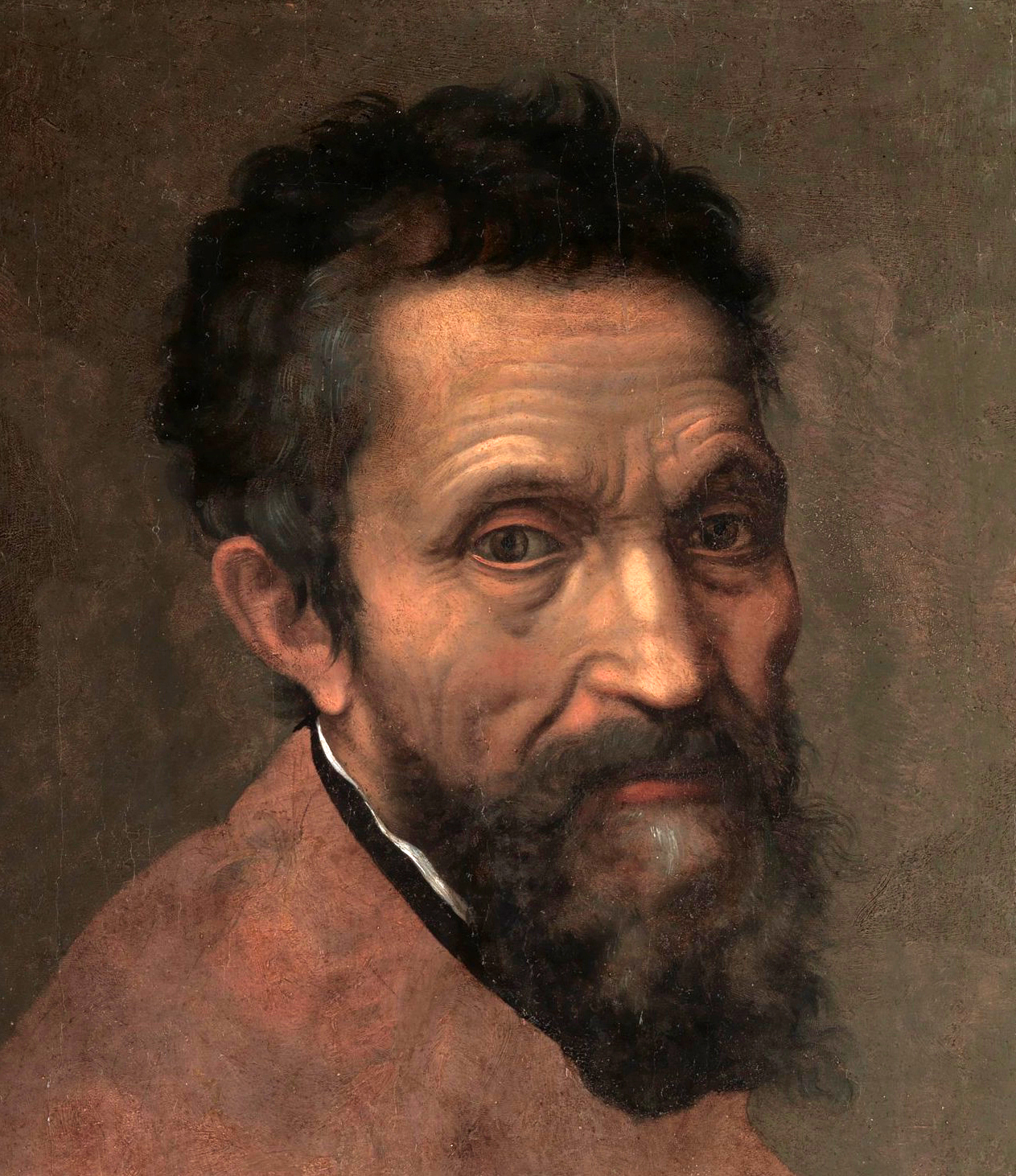
Miguel Ángel.

- 1564: Miguel Ángel, pintor, escultor y arquitecto italiano (n. 1475).
- 1654: Jean-Louis Guez de Balzac, escritor francés (n. 1594).
- 1712: Luis, duque de Borgoña, heredero al trono de Francia (n. 1682).
- 1743: Ana María Luisa de Médici, último miembro de la familia Médici (n. 1667).
- 1748: Otto Ferdinand Graf von Abensperg und Traun, mariscal de campo austríaco (n. 1677).
- 1778: Joseph Marie Terray, estadista francés (n. 1715).
- 1785: Johnny Appleseed, ambientalista estadounidense (n. 1774).
- 1803: Johann Wilhelm Ludwig Gleim, poeta alemán (n. 1719).
- 1836: Felipe Santiago Salaverry, militar y político peruano (n. 1806).
- 1838: Francisco Xavier Venegas, virrey de la Nueva España entre 1810 y 1813 (n. 1754).
- 1851: Carl Gustav Jakob Jacobi, matemático alemán (n. 1804).
- 1873: Vasil Levski, revolucionario búlgaro (n. 1837).
- 1875: Ernst Ferdinand Nolte, botánico alemán (n. 1791).
- 1888: Ricardo Zamacois, actor y cantante español (n. 1847).
- 1889: Gerónimo Espejo, militar argentino (n. 1801).
- 1893: Jorge Tupou I, rey de Tonga (1845-1893).
- 1899: Sophus Lie, matemático noruego (n. 1842).
- 1902: Albert Bierstadt, pintor estadounidense (n. 1830).
- 1902: Charles Lewis Tiffany, vidriero estadounidense (n. 1812).
- 1903: Florencio Antillón, militar y político mexicano (n. 1830).
- 1907: José Peón y Contreras, poeta mexicano (n. 1843).
- 1913: Adolfo Bassó, marino mexicano (n. 1851).
- 1915: Francisco Giner de los Ríos, filósofo y pedagogo español (n. 1839).
- 1921: Rafael Reyes Prieto, militar y presidente colombiano (n. 1849).
- 1931: Archibald Stirling, militar escocés y exmiembro del Parlamento Británico (n. 1867)
- 1933: James J. Corbett, boxeador estadounidense (n. 1866).
- 1937: Enrique Olaya Herrera, político colombiano (n. 1880).
- 1937: Domingo Batet Mestres, militar español (n. 1872).
- 1938: Leopoldo Lugones, poeta, narrador, periodista, historiador, bibliotecario, docente, teósofo, diplomático y político conservador argentino (n. 1874), padre del policía Polo Lugones (1897‑1971) y abuelo de la periodista Pirí Lugones (1925‑1978), torturada y asesinada mediante la picana eléctrica inventada por su padre.
- 1940: Mauricio López-Roberts, escritor español (n. 1873).
- 1944: Alfredo Javaloyes López, músico español (n. 1865).
- 1949: Niceto Alcalá Zamora, político y jurista español (n. 1877).
- 1952: Enrique Jardiel Poncela, literato español (n. 1901).
- 1955: Sadako Sasaki, niña japonesa, víctima del bombardeo atómico de Hiroshima en 1945 (n. 1944).
- 1956: Gustave Charpentier, compositor francés (n. 1860).
- 1957: Henry Norris Russell, astrónomo estadounidense (n. 1877).
- 1959: Jacques Doubinsky, anarquista ucraniano (n. 1889).
- 1964: Joseph-Armand Bombardier, inventor canadiense (n. 1907).
- 1966: Robert Rossen, guionista, productor y cineasta estadounidense (n. 1908).
- 1967: Dragiša Cvetković, político yugoslavo (n. 1893).

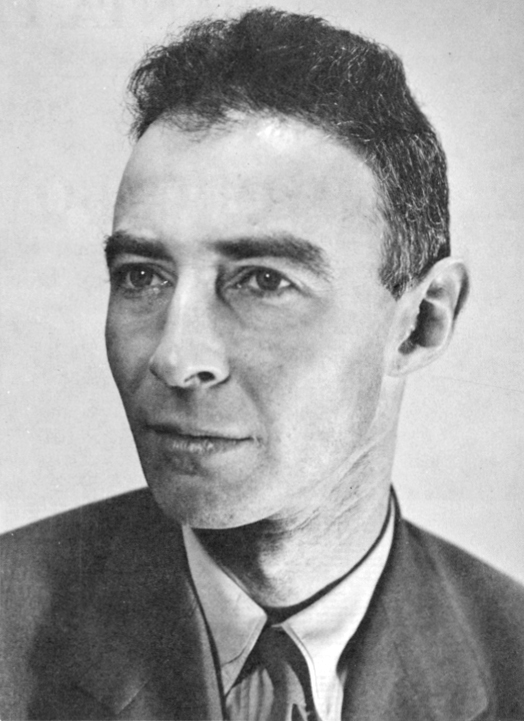
Robert Oppenheimer.

- 1967: Robert Oppenheimer, físico estadounidense (n. 1904).
- 1973: Frank Costello, gánster estadounidense (n. 1891).
- 1974: Manuel A. Odría, militar peruano, presidente del Perú entre 1948 y 1956 (n. 1896).
- 1977: Andy Devine, actor estadounidense (n. 1905).
- 1982: Ngaio Marsh, escritora neozelandesa (n. 1895).
- 1985: Francisco Martínez de la Vega, periodista y político mexicano (n. 1909).
- 1987: William Coldstream, pintor británico (n. 1908).
- 1987: Josefina Manresa, esposa y musa del poeta español Miguel Hernández (n. 1914).
- 1993: Kerry Von Erich, luchador profesional estadounidense (n. 1960).
- 1993: Jacqueline Hill, actriz británica (n. 1929).
- 1994: Beltrán Alfonso Osorio, aristócrata español (n. 1918).

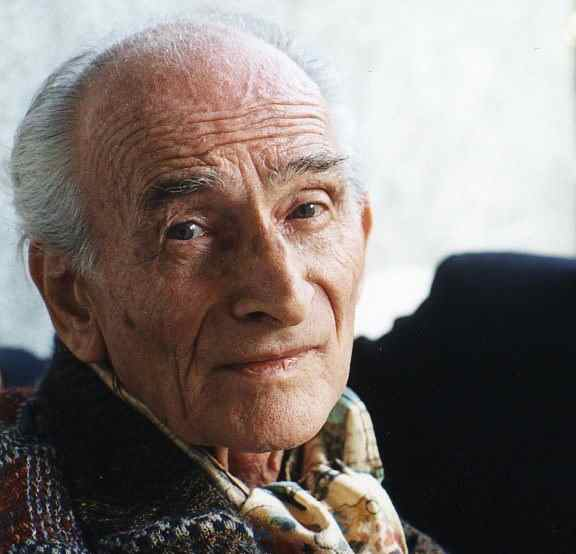
Balthus.

- 2001: Balthus, pintor franco-polaco (n. 1908).
- 2001: Dale Earnhardt, piloto estadounidense de automovilismo (n. 1951).
- 2001: Eddie Mathews, beisbolista estadounidense (n. 1931).

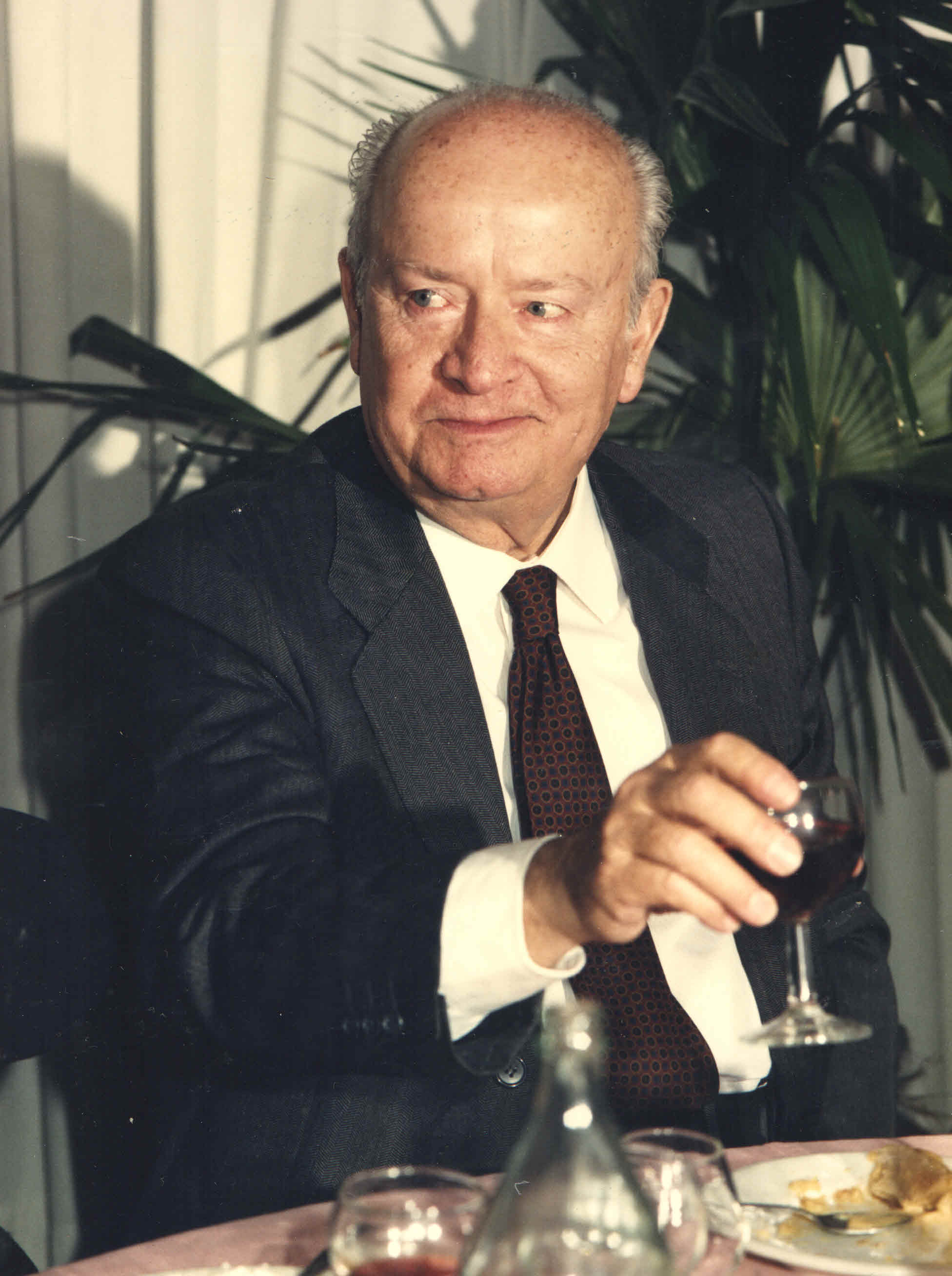
José Ortega Spottorno

- 2002: José Ortega Spottorno, escritor y editor español, fundador del diario El País y de Alianza Editorial (n. 1918).
- 2003: Iser Har'el, militar israelí, director del Mossad (n. 1912).
- 2004: Jean Rouch, cineasta y etnólogo francés (n. 1917).
- 2006: Arturo Abella Rodríguez, fue un periodista, escritor e historiador colombiano, conocido por su estudio sociológico El florero de Llorente.(n. 1915).
- 2006: Richard Bright, actor estadounidense (n. 1937).
- 2008: Alain Robbe-Grillet, escritor y cineasta francés (n. 1922).
- 2009: Tayeb Salih, novelista sudanés (n. 1929).

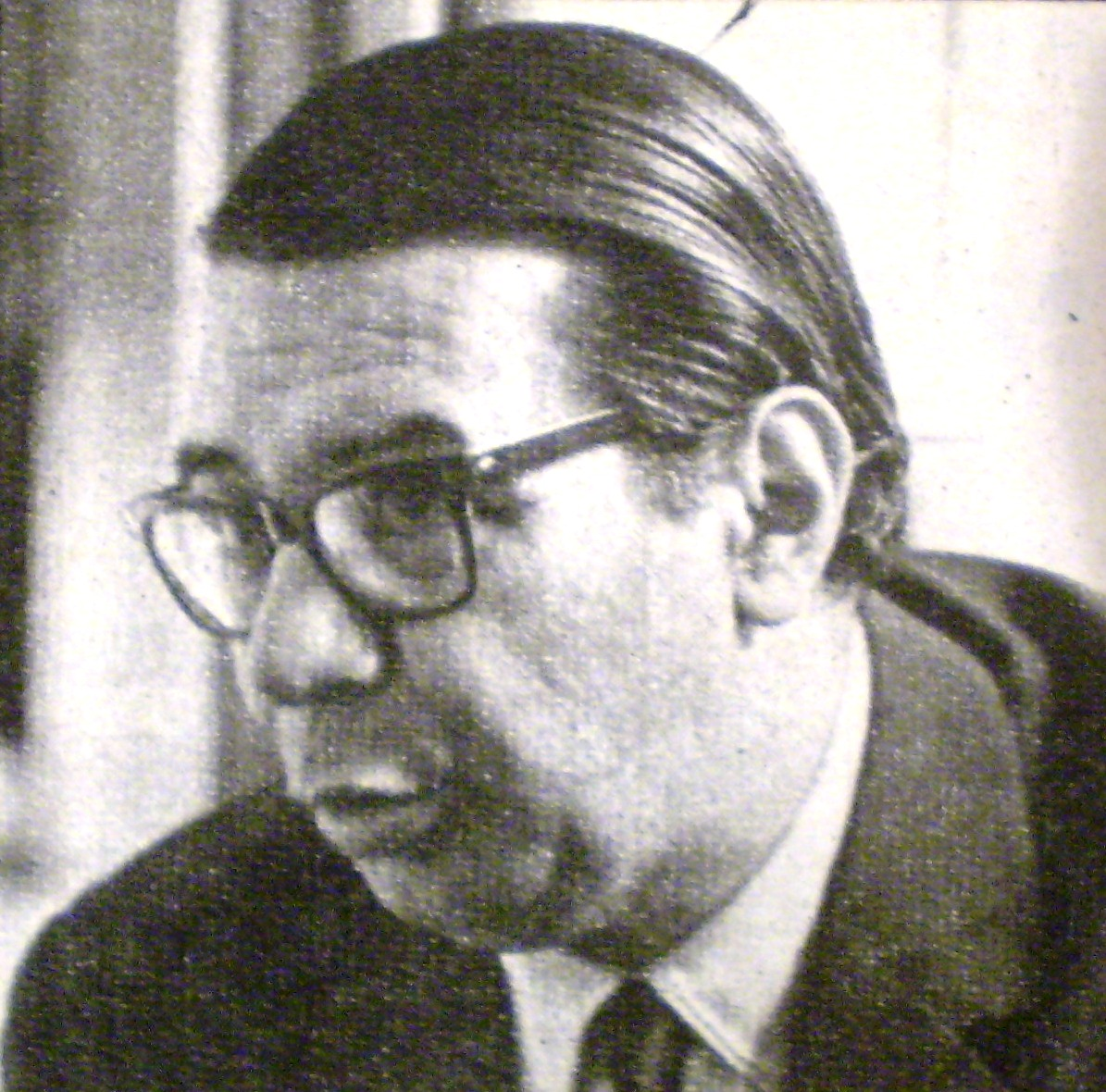
Ariel Ramírez.

- 2010: Ariel Ramírez, pianista y compositor argentino (n. 1921).[4]
- 2012: Elizabeth Connell, soprano sudafricana (n. 1946).
- 2012: Clementina Díaz y de Ovando, historiadora y académica mexicana (n. 1916).
- 2013: Kevin Ayers, bajista australiano, de la banda Soft Machine (n. 1944).
- 2013: Jerry Buss, empresario estadounidense (n. 1933).
- 2013: Matt Mattox, bailarín y coreógrafo estadounidense (n. 1921).
- 2014: Nelson Frazier, Jr, luchador estadounidense (n. 1972).
- 2017: Michael Ogio, político papuano, gobernador de Papúa Nueva Guinea desde 2010 hasta 2017 (n. 1942).
- 2018: Günter Blobel, biólogo germano-estadounidense, premio nobel de medicina en 1999 (n. 1936).
- 2018: Wallace Smith Broecker, geofísico estadounidense (n. 1931).
- 2019: Alessandro Mendini, diseñador y arquitecto italiano (n. 1931).
- 2020: José Fernando Bonaparte, paleontólogo argentino (n. 1928).
- 2021: Andréi Miagkov, actor soviético y ruso (n. 1938).
- 2021: Mark Morales, rapero, compositor, productor, DJ y personalidad de la radio estadounidense (n. 1968).
- 2025: Gene Hackman, actor y escritor estadounidense (n. 1930).

## Celebraciones
- Día Internacional del Síndrome de Asperger.[5][6]

- Día Internacional de Plutón.
Es un evento científico internacional para conmemorar el descubrimiento que en 1930 llevó a cabo Clyde Tombaugh de ese objeto celeste. Inicialmente considerado un planeta, desde el 2006 está clasificado como un planeta enano.[7]

- Día Internacional del Control Biológico.[8]
Su objetivo es reducir el uso de pesticidas y fertilizantes químicos en la agricultura.

- Día Internacional de la Batería.[9]
También conocido como Día de la Pila. Este día se conmemora el cumpleaños de Alessandro Volta, el físico italiano conocido por inventar la primera pila real en 1801.
(en inglés: International Battery Day).

América
- Día de la Mujer de las Américas.[10]
Para honrar el papel que las mujeres han desempeñado en la sociedad y promover nuevos programas e iniciativas. Se celebra en conmemoración de la creación de la Comisión Interamericana de las Mujeres (CIM), este día de 1928 (hace 97 años).

 Por países
(Por orden alfabético)
- Argentina:
  -  Misiones: 
    - Día Provincial de Sensibilización sobre el Síndrome de Asperger.[11]
La Cámara de Representantes instituyó esta fecha en coincidencia con la conmemoración mundial. La norma rige desde agosto del 2020 en Misiones, por Ley XVII N° 125.

- Cuba:
  - Día del Instructor de Arte.[12]
En homenaje al natalicio de la instructora de teatro Olga Alonso González, quien nació este día en 1945, en el habanero municipio de San Miguel del Padrón.

- Gambia:
  - Día de la Independencia.[13]

- Puerto Rico:
  - Día Conmemorativo del Natalicio de Don Luis Muñoz Marín.[14]
Celebración en honor al nacimiento del primer gobernador electo de Puerto Rico. Este día reconoce sus contribuciones a la democracia y justicia social en la isla.

- República Dominicana:
  - Día del Estudiante Dominicano.[15]
Conmemora el esfuerzo y dedicación de los estudiantes, destacando su importancia para el futuro del país.

### Santoral católico

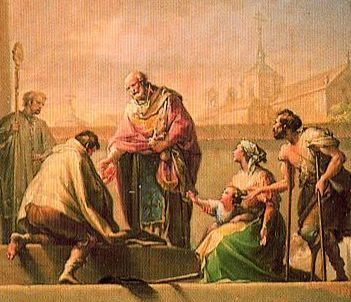
Limosna de san Eladio, óleo de Francisco Bayeu, c. 1770.

- San Angilberto de Centula.
- San Claudio de Ostia.
- San Eladio de Toledo.[16](imagen ilustrativa).
- San Flaviano de Constantinopla.
- San Francisco Régis Clet.[16]
- San Frúctulo.
- San Sadoth.[16]
- Santa Jimena.
- San Simeón de Jerusalén.
- San Tarasio.[16]
- San Teotonio.[16]
- San Juan Pedro Néel.[16]
- Santa Gertrudis Comensoli.[16]
- Beato Guillermo Harrington.[16]
- Beato Jorge Kaszyra.[16]
- Beato Juan de Fiésole (Fra Angélico) (s. XV).[16]
- Beato Juan Pibush.[16]